# Włodawa (stacja kolejowa w Polsce)
Włodawa – ogólnodostępna bocznica szlakowa i przystanek osobowy we wsi Orchówek na linii kolejowej nr 81, w województwie lubelskim, w Polsce. Znajduje się tutaj jeden dwukrawędziowy peron.

## Ruch pasażerski
| Rok  | Wymiana pasażerska na dobę |
| ---- | -------------------------- |
| 2017 | 0-9                        |
| 2022 | 0-9                        |

## Dwie stacje o nazwie Włodawa
Po białoruskiej stronie granicy znajduje się stacja o tej samej nazwie, która była właściwą stacją kolejową Włodawy przed przeprowadzeniem granicy państwowej na Bugu w 1945 roku. Wówczas współczesna stacja kolejowa Włodawa w Polsce nosiła nazwę Bug Włodawski i była stacją wsi Orchówek, położonej 3,5 km od Włodawy. W latach 1973–1992, kiedy Orchówek włączono do Włodawy, stacja ta faktycznie znajdowała się przez 20 lat w granicach miasta. Od 15 lipca 1992 znów jest poza granicami Włodawy, w usamodzielnionej wsi Orchówek.